# زرنگ‌بازی (فیلم)
زرنگ‌بازی (انگلیسی: Hustle) فیلم کمدی-درام ورزشی آمریکایی محصول ۲۰۲۲ به کارگردانی جرمایا زِیگار بر اساس فیلمنامه‌ای از تیلور ماترن و ویل فترز است. در این فیلم آدام سندلر در نقش یک پیشاهنگ اتحادیه ملی بسکتبال بازی می‌کند که یک بازیکن خام اما با استعداد در اسپانیا (خوانچو اِرنانگومِـس) را کشف می‌کند و سعی می‌کند او را برای درفت ان‌بی‌ای آماده کند. آنتونی ادواردز، بازیکن فعلی مینه‌سوتا تیمبرولوز، نقش آنتاگونیست اصلی، کرمیت ویلتز را بازی می‌کند. کویین لطیفه، بن فاستر، رابرت دووال و هایدی گاردنر نیز در این فیلم ایفای نقش می‌کنند، در حالی که لبرون جیمز از طریق بنر شرکت اسپرینگ‌هیل خود به عنوان تهیه‌کننده عمل می‌کند.
زرنگ‌بازی در ۳ ژوئن ۲۰۲۲ از طریق نتفلیکس منتشر شد. این فیلم با تحسین منتقدان روبرو شد و عملکرد سندلر مورد تحسین قرار گرفت و برخی از بهترین نقدهای حرفه‌ای او تا به امروز دریافت شد.

## داستان
یک استعداد یاب بدشانس بسکتبال، یک بازیکن خارق‌العاده را در خارج از کشور کشف می‌کند و او را بدون تأیید تیمش بازمی‌گرداند.

## بازیگران
- آدام سندلر در نقش استنلی سوگرمن، پیشاهنگ و مربی «76ers»
- کویین لطیفه در نقش ترزا سوگرمن، همسر استنلی سوگرمن
- بن فاستر در نقش وینس مریک، پسر رکس و مالک «76ers»
- خوانچو اِرنانگومِـس در نقش بو کروز، بازیکن بسکتبال استنلی از اسپانیا
  - سیلاس گراهام در نقش بو کروز جوان
- رابرت دووال در نقش رکس مریک، پدر وینس و مالک «76ers»
- جردن هال در نقش الکس سوگرمن، دختر استنلی
- هایدی گاردنر در نقش کت مریک، دختر رکس
- ماریا بوتو در نقش پائولا کروز، مادر بو
- آینهوآ پیلت در نقش لوسیا کروز، دختر بو
- آنتونی ادواردز در نقش کرمیت ویلتز، بازیکن و رقیب بو
- کنی اسمیت در نقش لئون ریچ، یک مأمور ورزشی و دوست استنلی
- فت جو در نقش خودش
- جلیل وایت در نقش بلیک

چندین بازیکن و مربی فعلی و سابق ان‌بی‌ای خودشان یا شخصیت‌های دیگر را به تصویر می‌کشند که از جملهٔ آنها می‌توان به تری یانگ، جردن کلارکسون، کریس میدلتون، آرون گاردن، کایل لاوری، ست کوری، لوکا دانچیچ، توبیاس هریس، تایریس ماکسی، متیس تایبول ، آرون مک کی، جولیوس اروینگ، چارلز بارکلی، شکیل اونیل، آلن آیورسن، برد استیونز، داک ریورز، دیو ییگر، مارک جکسون، سرجیو اسکاریولو، خوزه کالدرون، لئاندرو باربوسا، الکس آبرینس و موریس چیکس خود را به تصویر می‌کشند، در حالی که بوبان ماریانوویچ و موریتز واگنر می‌توان اشاره کرد. اسطوره‌های توپ خیابانی گریسون «پروفسور» بوچر، لری «بون کالکتر» ویلیامز و ولی «مین ایونت» دیکسون ظاهر می‌شوند. فیلیپه ریس، پیر اوریولا و برادر خوانچو ویلی هرنانگومز به عنوان اعضای تیم ملی اسپانیا ظاهر می‌شوند.

## بازخورد
در وبگاه جمع‌آوری نقد راتن تومیتوز، ٪۹۲ از ۱۴۰ بررسی منتقدان مثبت است و میانگینِ امتیاز آن ۷٫۱۰/۱۰ است. این فیلم در متاکریتیک که از میانگین وزنی استفاده می‌کند، بر اساس نظر ۴۰ منتقدین امتیاز ۶۸ از ۱۰۰ را کسب کرده که نشان‌گر «نقدهای عموماً مطلوب» است.